# Jarls de Møre

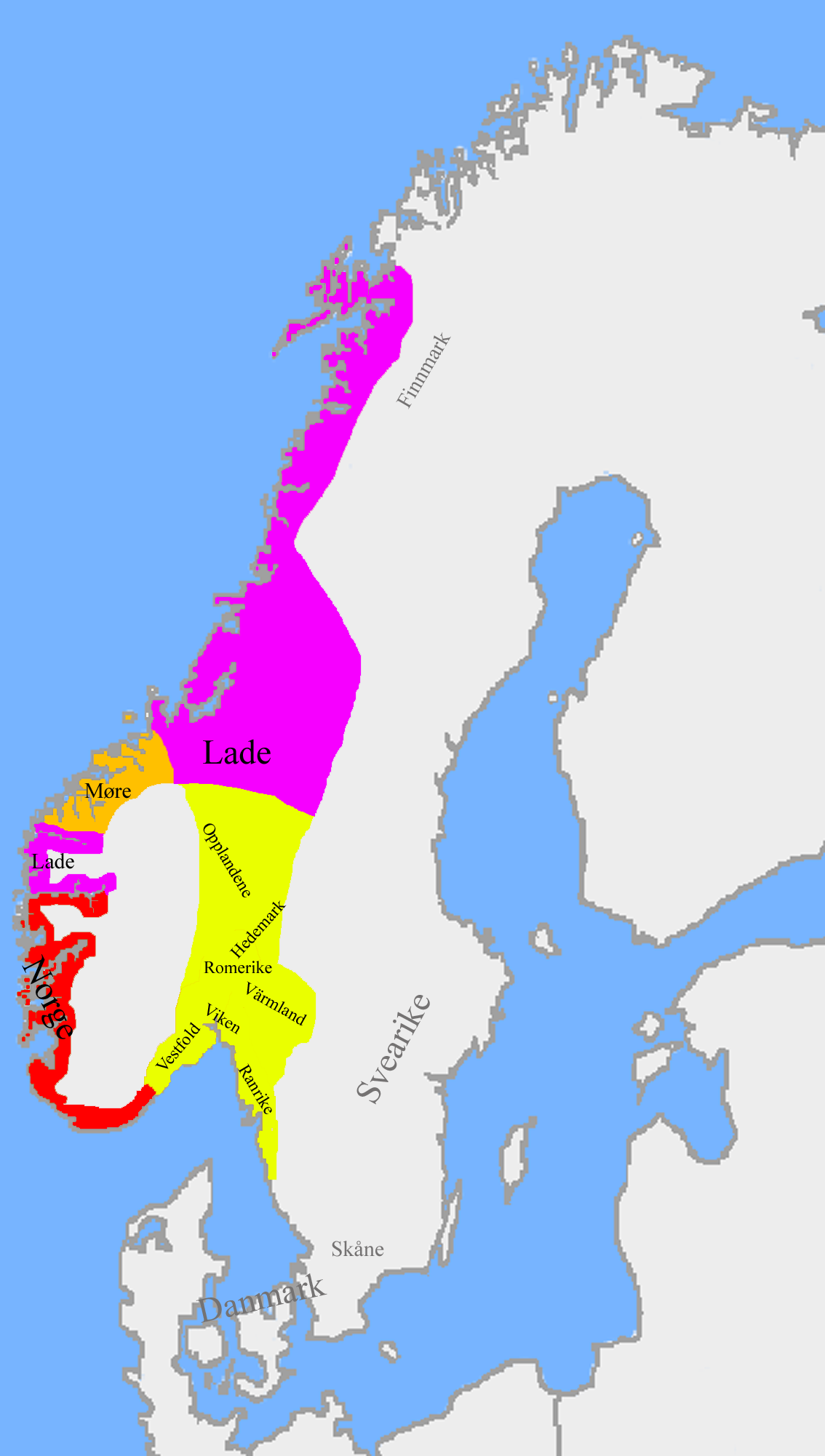
Division de la Norvège vers 1800. 930 après J.-C. La zone orange est le domaine des comtes de Møre.

Les Jarls de Møre sont une dynastie de nobles puissants en Norvège datant de l'unification de la Norvège au IXe siècle. Le premier jarl de Møre est Rognvald Eysteinsson, un ami proche et allié du roi Harald Ier de Norvège. Il est surnommé Rognvald Mørejarl dans les sagas Orkneyinga et Heimskringla.
Au début de l'ère viking, la Norvège est composée d'un certain nombre de petits royaumes. Le roi Harald réussit à les unir tous après avoir remporté la bataille de Hafrsfjord en 872. Par la suite, le roi Harald accorde des terres à ses fils et à d'autres jarls qui lui prêtent serment de fidélité. Les terres et les domaines des jarls de Møre sont principalement situées dans les régions actuelles de Sunnmøre et Nordmøre (en), dans le comté de Møre og Romsdal, à l'extrême nord de la Norvège occidentale.
Les jarls de Møre et les comtes des Orcades sont très étroitement liés. Le premier comte en exercice des Orcades est Sigurd Eysteinsson, frère de Rognvald Mørejarl. Après que plusieurs relations eurent régné pendant moins de deux ans, Torf-Einarr, le plus jeune des fils illégitimes de Rognvald Mørejarl, devient le quatrième comte et établit la lignée dont descendent directement les comtes jusqu'en 1231.
Les Jarls de Møre sont également liés à l'occupation de la Normandie. La famille de la Mare sont les descendants masculins directs de Thorir « le silencieux » Rognvaldsson, comte de Møre et Romsdahl, qui était un fils de Rognvald « le sage » Eysteinsson, comte de Møre et Romsdahl, et Ragnhilda Rolfsdatter, princesse de Norvège, et un frère de Rollon le Marcheur (Göngu-Hrólfr en vieux norrois), le premier duc de la Normandie.
Thorbard av Møre, fils de Thorir et d'Alof Arbot Haraldsdatter, princesse de Norvège et fille du roi Harald « le blond », était un grand marin et un des commandants des incursions Viking, à l'heure de la conquête de la Normandie. Thorbard reçut de son oncle Rollon le grand fief de Sainte-Opportune, en Normandie. Il épousa sa cousine Griselle de Normandie, fille de Rollon et de Giselle, princesse franque et fille du roi Charles « le simple » de France. Le nom Thorbard av Møre fut changé en Herbert de la Mare, et il devint le premier seigneur de Sainte-Opportune-la-Mare.
Walter Fitz Herbert de la Mare, fils de Thorbard et Griselle, était un petit-fils de Thorir, comte de Møre, et Alof Arbot, princesse de Norvège, du côté de son père, et un petit-fils de Rollon, duc de Normandie, et de Giselle, princesse franque, du côté de sa mère. Walter, seigneur de Sainte-Opportune-la-Mare, épousa Arabelle de Bellême, de la Maison de Bellême, fille de Yves de Bellême, seigneur de Bellême et marquis d'Alençon, et filleul de Ponthieu, comtesse de Ponthieu.

## Dynastie
1. Rognvald Eysteinsson, régna du milieu du IXe siècle jusqu'à sa mort vers c. 892
2. Thorir Rögnvaldarson (en), régna c. 892 – c. 935